# Химик (роман)
«Химик» (англ. The Chemist) — роман американской писательницы Стефани Майер. Как и большинство её произведений, этот роман объединяет в себе несколько жанров: триллер, шпионский роман, детектив, приключенческий роман, роман-путешествие и любовный роман.

## История создания романа
В марте 2011 года во время съёмочного процесса над частями фильма «Рассвет» (экранизация одноимённого романа) Майер пришла в голову идея книги, которой она поделилась со своим продюсером. 10 августа 2012 года в прокат выходит фильм «Эволюция Борна», и Майер так поражает этот фильм, что в сентябре 2012 года она анонимно напишет фанфик к этой ленте. В январе 2013 года Майер начала работу над «Химиком», закончив её в мае того же года. 19 июля 2016 года на официальном сайте писательницы был анонсирован выход романа «Химик» с уточнением, что ей необходимо закончить редактирование. Книга вышла 8 ноября 2016 года. Майер посвятила её Джейсону Борну и Аарону Кроссу — вымышленным героям шпионских триллеров Роберта Ладлэма, а в части книги «Выражение признательности», помимо близких людей, друзей и специалистов в различных областях знаний, Майер поблагодарила свою собаку по кличке Покет породы немецкая овчарка.
В декабре 2016 года на официальном сайте писательницы был опубликован дополнительный эпилог романа, из которого многие детали концовки становятся более понятными читателям. Позже на своём официальном сайте, как и к другим своим книгам, Майер опубликовала плейлист, который она рекомендует прослушать поклонникам книги. В России перевод выпущен в ноябре 2017 года. В 2018 году было объявлено о планах продюсерской компании Майер Fickle Fish Films снять сериал на основе романа 

## Сюжет
Место действия романа — США, время действия (кроме эпилога) — 2011 год (конец весны и начало лета). Главную героиню зовут Джулиана, но бо́льшую часть романа она фигурирует под ненастоящим именем Алекс.
Ещё в студенческие годы, в медицинской школе, Джулиана была потрясена терактом 11 сентября 2001 года. Поэтому, ещё даже не окончив университет, она поступает на работу в одну из секретных лабораторий, подчиняющихся спецслужбам. Задачей Джулианы становится борьба с врагами государства — террористами, предотвращение  новых террористических атак. Спустя шесть лет она достигает выдающихся успехов в работе и становится почти незаменима. Несмотря на это, начальство решает, что Джулиана слишком много знает и её пора убрать. Она чудом избегает смерти, но погибает её друг, коллега и наставник, доктор Барнаби.
С этих пор Джулиана живёт, скрываясь под чужими именами. Трижды её находят и пытаются убить киллеры, посланные бывшим начальством. Каждый раз полученные от Барнаби знания помогают ей спастись, но она вынуждена постоянно менять имена и места жительства. Какое-то время она живёт в Чикаго, работая подпольным врачом итальянской мафии и совершенствуя навыки реаниматолога и полевого хирурга. Но и оттуда ей со временем приходится бежать.Спустя три года такой жизни прежний руководитель Джулианы, Карстон, обращается к ней с просьбой помочь спецслужбам в предотвращении масштабного теракта, от которого могут погибнуть миллионы людей. Взамен Джулиане обещают прекратить преследовать её. Измотанная годами бегства, она соглашается.
Выполняя данное Карстону слово, но не желая выходить на контакт ни с кем из бывших коллег, Джулиана единолично похищает школьного учителя Дэниела, которого подозревают в подготовке теракта. С этого времени её зовут Алекс — именно так она представилась Дэниелу. У Алекс быстро возникают сомнения в его виновности, и вскоре она убеждается, что просьба бывшего начальника на самом деле — ловушка. После этого к ней и Дэниелу присоединяется агент ЦРУ Кевин со своим псом-напарником — чёрной немецкой овчаркой. Выясняется, что уже полгода назад Кевин устранил угрозу того самого теракта, после чего сам стал мишенью для спецслужб и теперь вынужден скрываться.
Поначалу Кевин настроен по отношению к Алекс враждебно. Затем он понимает, что у него и у неё есть общий враг, желающий их смерти — могущественное бывшее начальство. Тогда он берёт Алекс и Дэниела под своё крыло, отвозит их в Техас, на ранчо с собачьим питомником, а сам отправляется в столицу США, чтобы выследить в ней тех, кто почему-то стремится уничтожить их троих.
На ранчо вместе с главными героями — Алекс и Дэниелом — остаётся преданный Кевину дрессировщик собак Арни. Несколько отлично обученных собак получают команду охранять Алекс и Дэниела, и герои сильно привязываются к этим животным. Между Дэниелом и Алекс начинается роман. Вскоре Дэниел неумышленно выдаёт месторасположение ранчо, и на них совершают нападение киллеры из пуэрто-риканской мафии, нанятые ЦРУ. В этой схватке гибнет Арни и несколько собак. Алекс, Дэниел и две собаки покидают ранчо на принадлежащем Кевину военном джипе, решив скрыться во Флориде. Там им удаётся сменить слишком заметный джип на обычный автомобиль. Они оставляют одного из псов, раненного бандитами, в собачьей гостинице под Атлантой, где за ним присмотрит ветеринар, а сами едут к Кевину в Вашингтон, чтобы вместе продолжить поиск и устранение своих преследователей.
Дэниел, Алекс и Кевин поселяются в роскошной квартире подруги Кевина, самоуверенной красавицы Вэл. Постепенно герои выясняют, кто ещё, кроме Карстона, ведёт на них охоту: это Диверс — заместитель директора ЦРУ и Пэйс — будущий кандидат на пост вице-президента. Алекс и Кевин тщательно планируют их устранение, но почти все их планы идут под откос. Когда Кевин схвачен, Алекс вынуждена разработать новый план для его спасения — план гораздо более опасный и требующий участия Вэл и Дэниела, у которых нет  опыта оперативной работы.
Алекс шантажом вынуждает Карстона помочь ей в поисках Кевина. В итоге совместных действий всех персонажей Карстон и Диверс застрелены, Пэйс, скорее всего, тоже обречён. Кевин пережил жестокие пытки, но жив и на свободе. Однако Дэниел смертельно ранен…

## Персонажи
Главные персонажи
| № | Имя                       | Возраст                             | Внешность | Черты характера                                                                         | Профессиональное образование                                                                        |
| - | ------------------------- | ----------------------------------- | --- | --------------------------------------------------------------------------------------- | --------------------------------------------------------------------------------------------------- |
| 1 | Джулиана (Алекс)          | Около 35 лет                        | Смуглая кожа, низкий рост, худое телосложение, мальчишеский тип фигуры, карие глаза.                                                   | Осторожность, недоверчивость, тщательность, предусмотрительность.                       | Медицинское — Колумбийский университет.                                                             |
| 2 | Дэниел                    | Около 30 лет                        | Длинные вьющиеся каштановые волосы, высокий рост, спортивное телосложение, светлая кожа, глаза меняют цвет в зависимости от освещения. | Открытость, мягкость, альтруизм, дар посредничества, коммуникабельность.                | Педагогическое —Таусонский университет.                                                             |
| 3 | Кевин                     | Около 30 лет                        | Шатен с короткой стрижкой, высокий рост, атлетическое телосложение, глаза орехового цвета (тёмного оттенка).                           | Самоуверенность, грубость, агрессивность, желание доминировать, верность и преданность. | Военное — Вест-Пойнтская академия, Школа рейнджеров.                                                |
| 4 | Вэл (Вэлентайн/Валентина) | Неизвестен (вероятно, около 30 лет) | Блондинка с длинными волосами, безупречные черты лица, тип фигуры — «песочные часы», глаза голубые.                                    | Рассудительность, эгоцентризм, высокомерие, снисходительность, мастерство соблазнения.  | Нет сведений (вероятно, самоучка); в совершенстве владеет навыками парикмахера, гримёра, визажиста. |

Остальные персонажи
| №  | Имя                                                       | Место/роль в книге                                | Сведения о персонаже |
| -- | --------------------------------------------------------- | ------------------------------------------------- | --- |
| 1  | Адам Копеки (Adam Kopecky)                                | Эпизодический персонаж из эпилога.                | Помощник продюсера выездного кулинарного реалити-шоу. |
| 2  | Арни (Arnie)                                              | Второстепенный персонаж                           | Постоянно живёт в Техасе на ранчо Кевина, работает в его собачьем питомнике. Немолодой, высокий, плотный, седеющие волосы, похож на латиноамериканца. Хорошо владеет строительными навыками. Молчалив, внешне бесстрастен. Наделён чувством юмора.                |
| 3  | Беверли (Beverly)                                         | Эпизодический персонаж                            | Немолодая кассирша на бензозаправочной станции в Оклахома-сити. |
| 4  | Гарретт (Garrett)                                         | Эпизодический персонаж из дополнительного эпилога | Бармен в ресторане «Убежище». |
| 5  | Гектор (Hector)                                           | Эпизодический персонаж                            | Киллер из Майами. Собрал и возглавил группу бандитов для устранения главных героев. Пуэрториканец. Брюнет с невыразительной внешностью «среднего человека». |
| 6  | Джозеф Барнаби (Joseph Barnaby)                           | Персонаж из воспоминаний главной героини          | Талантливый учёный, наставник главной героини во время её работы на спецслужбы. Немолод. У него седые растрёпанные волосы. Вероятно, имеет эксцентричные манеры. По мнению главной героини, очень добр.                                                           |
| 7  | Джои Джанкарди (Joey Giancardi)                           | Персонаж из воспоминаний главной героини          | Итальянский мафиози, «крестный отец» из Чикаго. |
| 8  | Джуди Фортис (Judy Fortis)                                | Персонаж из воспоминаний главной героини          | Мать главной героини. Скупа на эмоции, неприветлива по характеру. Работала менеджером зубоврачебного кабинета. Страдала разными фобиями, в отличие от дочери, которая выросла смелой и решительной.                                                               |
| 9  | Диверс (Deavers)                                          | Эпизодический персонаж                            | Заместитель директора ЦРУ. Следит за допросом Кевина. |
| 10 | Карло Аджи (Carlo Aggi)                                   | Персонаж из воспоминаний главной героини          | Мафиози из клана Джанкарди, «связной» главной героини во время её жизни в Чикаго. |
| 11 | Ливви (Оливия) Карстон-Бойд (Livvy (Olivia) Carston-Boyd) | Эпизодический персонаж                            | Дочь Эрин Карстон-Бойд, внучка Лоуэлла Карстона. |
| 12 | Линдауэр (Lindauer)                                       | Эпизодический персонаж                            | Дознаватель из ЦРУ. Проводит допрос Кевина. |
| 13 | Лоуэлл Карстон (Lowell Carston)                           | Второстепенный персонаж                           | Бывший начальник главной героини. В прошлом она считала его «в какой-то мере другом», но сейчас он пытается её уничтожить. Постоянно живёт в столице. Немолод, но находится в неплохой физической форме. Расчётлив, прагматичен, умелый притворщик и манипулятор. |
| 14 | Мафиози                                                   | Эпизодический персонаж                            | Бандит-«шестёрка» из Майами (пассажир внедорожника), которого допрашивает главная героиня. |
| 15 | Наркодилер                                                | Эпизодический персонаж                            | Встречен около интернет-кафе в Батон-Руже. Одет как член элитного студенческого братства. |
| 16 | Тесса (Tessa)                                             | Эпизодический персонаж из дополнительного эпилога | Официантка в ресторане «Убежище». |
| 17 | Трое нетрезвых подростков                                 | Эпизодические персонажи                           | Встречены на бензозаправочной станции в Оклахома-сити. |
| 18 | Уильям Грин (William Green)                               | Эпизодический персонаж                            | Услужливый управляющий столичного отеля. |
| 19 | Фолькштафф (Volkstaff)                                    | Эпизодический персонаж                            | Пожилой ветеринар из Алегзандрии. |
| 20 | Эрин Карстон-Бойд (Erin Carston-Boyd)                     | Эпизодический персонаж                            | Замужняя дочь Лоуэлла Карстона. |

Имена главной героини
| №  | Имена главной героини                   | Примерное время и место |
| -- | --------------------------------------- | --- |
| 1  | Джулиана Фортис (англ. Juliana Fortis)  | С 1976 (место рождения героини неизвестно) — до 2008, Вашингтон. Также с 2002 по 2008 в своём секретном департаменте она имеет агентурный псевдоним «Химик», а в ЦРУ примерно в то же время известна как «Олеандр». |
| 2  | Фредди Ноубл (англ. Freddie Noble)      | Скорее всего, в 2008, в Талсе. |
| 3  | Ши Марлоу (англ. Shea Marlow)           | Время и место неизвестно. |
| 4  | Чарли Петерсон (англ. Charlie Peterson) | Скорее всего, в 2010, в Чикаго. |
| 5  | Крис Тейлор (англ. Chris Taylor)        | Скорее всего, в 2010—2011 (место неизвестно). |
| 6  | Тейлор Голдинг (англ. Taylor Golding)   | Предположительно 16 мая, в понедельник, для аренды машины, в Вашингтоне. |
| 7  | Кейси Уилсон (англ. Casey Wilson)       | Предположительно 16 мая, в понедельник, для вселения в отель, в Вашингтоне. |
| 8  | Кори Говард (англ. Cory Howard)         | Предположительно 16 мая, в понедельник, для покупки машины, в Йорке. |
| 9  | Алекс (англ. Alex)                      | Предположительно 16 мая, в понедельник, для вселения в мотель, в Филадельфии; и еще раз — через несколько дней (предположительно в пятницу, 20 мая,) героиня по ошибке представляется этим именем Дэниелу.          |
| 10 | Джесси (англ. Jesse)                    | Предположительно 17 мая, во вторник, в интернете, для аренды дома на Airbnb и через несколько дней (предположительно 20 мая, в пятницу) в столичном метро.                                                          |
| 11 | Энди Уэллс (англ. Andy Wells)           | Предположительно 28 мая, в субботу, для регистрации пса в собачьей гостинице (севернее Атланты). |
| 12 | Джордан Рид (англ. Jordan Reid)         | Предположительно 30 мая, в понедельник, для входа в тайную допросную ЦРУ, в Вашингтоне. |
| 13 | Эллис Грант (англ. Ellis Grant)         | Скорее всего, с лета или осени 2011 года. |
| 14 | Эллис Уикс (англ. Ellis Weeks)          | Со второй половины 2011 года или с 2012 года (в окрестностях Боулдера). |

## Критика
«Беллу Свон, героиню цикла романов Стефани Майер „Сумерки“, критиковали за пассивность, за то, что позволяла вести все свои битвы мужчинам — мужчинам-вампирам, проводившим ночи в жутковатом наблюдении за тем, как она спит. Возможно, Майер приняла эту критику к сведению, потому что главная героиня её нового романа, триллера для взрослых „Химик“, — совершенно иной персонаж», — пишет «Тhe Guardian».
«Сюжет, перескакивающий из Техаса во Флориду и обратно в округ Колумбия, включает в себя все ожидаемые составляющие жанра: внезапные вторжения, невинные ошибки с далеко идущими последствиями, скрытые технические возможности гаджетов, оружия и опиатов, политика из высших эшелонов власти, оказавшегося негодяем (подобно матери в „Маньчжурском кандидате“), и даже непременную ненависть между двумя членами команды, которая перерастает во взаимное уважение и восхищение», — говорится в рецензии «The Washington Post».
«Мелодраматический сюжет основан на истрёпанных временем приёмах — типа пары зеркально идентичных близнецов. Повествование и полные подколок диалоги постоянно балансируют на грани штампа. Но Майер читают не ради стиля. Её привлекательность скорее эмоциональная, чем эстетическая, и она умеет управлять драматическим напряжением так же искусно, как любой из фильмов о Борне. Страницы переворачиваются сами собой. А Алекс — просто неимоверно крутая героиня. "Химик" задаёт извечный вопрос: „Могут ли садисты найти настоящую любовь и счастье?“ Или, от лица учителя: „Может ли любовь — или, по крайней мере, страстная влюблённость — победить сильнейшую боль, причинённую тем, кого любишь?“ Борьба за сексуальную власть, скрытая под поверхностью романов Майер, вполне может быть ключом к её широкой популярности. В книгах „Сумерки“ баланс сил явно склонялся в пользу вампира. В романе „Химик“ роли меняются, и Алекс в буквальном смысле слова распоряжается ситуацией», — продолжает автор статьи в «The Washington Post».
«Можно предъявить "Химику" массу претензий. Его главный сюжетный твист виден аж из космоса. Он полон того же ненормально беспечного отношения к крови и боли, которое всегда так настораживало (по крайней мере, меня) в романах серии „Сумерки“. Противники Алекс в правительстве так и не выйдут на сцену до самого конца (урок, не усвоенный Стефани у Бальдаччи и Чайлда). Но Майер — ещё и отличный рассказчик. Роман „Химик“ — это непрерывное, захватывающее движение прихотливого сюжета», — подчёркивают в «USA TODAY».
«Майер последовательно выстраивает сюжетную арку искупления Алекс, прослеживая её эмоции по мере того, как героиня учится снова доверять людям. Волнующий аттракцион», — написано далее в «USA TODAY».